# NGC 5017
NGC 5017 је елиптична галаксија у сазвежђу Девица која се налази на NGC листи објеката дубоког неба.
Деклинација објекта је - 16° 45' 56" а ректасцензија 13h 12m 54,4s. Привидна величина (магнитуда) објекта NGC 5017 износи 12,6 а фотографска магнитуда 13,6. Налази се на удаљености од 36,730 милиона парсека од Сунца. NGC 5017 је још познат и под ознакама MCG -3-34-16, PGC 45900.